# معاملة المثليين في آسيا
تعتبر حقوق المثليين والمثليات ومزدوجي التوجه الجنسي والمتحولين جنسياً (اختصاراً: مجتمع الميم) في آسيا محدودة بالمقارنة مع مناطق أخرى كثيرة من العالم. يتم حظر النشاط الجنسي المثلي في 22 بلداً على الأقل من دول القارة. في حين شرعت 8 دول على الأقل بغض الحقوق والحماية للأشخاص المثليين والمثليات ومزدوجي التوجه الجنسي والمتحولين جنسيا بالخدمة علنا في الجيش، تعتبر كل من إسرائيل وتايوان الدول الآسيوية الوحيدة التي تقدم مجالاً أوسع لحقوق المثليين - بما في ذلك الإعتراف القانوني بالعلاقات المثلية.
تصل عقوبة النشاط الجنسي المثلي في كل من بروناي، و إيران والعراق والسعودية، و اليمن للإعدام.
وقد تنوعت العقوبة القانونية بين المدارس القضائية: فبعضها يفرض عقوبة الإعدام؛ فيما تقر بعض الدول عقوبة تقديرية أكثر اعتدالاً مثل السجن. أما في بعض الدول العلمانية نسبياً ذات الغالبية المسلمة مثل إندونسيا (قانوني على الصعيد الوطني، بإستثناء إقليم آتشيه)، أذربيجان والأردن وتركيا فتعتبر المثلية الجنسية قانونية، ولكنها عادة غير مقبولة إجتماعياً.
أصبحت العلاقات التي تتبع المساواة بين الطرفين على غرار النمط الغربي أكثر انتشاراً، بالرغم من أنها ما تزال نادرة. بينما تعد كل من كمبوديا، تيمور الشرقية، هونغ كونغ، و إسرائيل، و اليابان، و منغوليا،نيبال، والفلبين، و تايوان، وتايلاند، و فيتنام، وقبرص (بإستثناء قبرص الشمالية) الدول الآسيوية الأكثر انفتاحاً لمجتمع المثليين. وتعتبر كل من اليابان والفلبين وإسرائيل وتايوان ونيبال وتايلاند هي الجهات الفاعلة الرئيسية في التشريع في القارة.
في عام 2019، فقط تايوان، وفي أقاليم ما وراء البحار البريطانية أكروتيري ودكليا وإقليم المحيط الهندي البريطاني قد شرعت زواج المثليين. وبالإضافة إلى ذلك، تعترف كل من إسرائيل وأرمينيا بزواج المثليين شريطة أن يكون قد تم عقده في بلدان أخرى تسمح به ولكنها لا تعقده على أراضيها. كما تعترف إسرائيل بالمساكنة غير المسجلة للشركاء المثليين. تمنح معظم المدن والمقاطعات في تايوان وعدة مدن في كمبوديا للشركاء المثليين بعض الحقوق والمزايا المحدودة، بما في ذلك حقوق زيارة المستشفى. تصدر بعض المدن في اليابان شهادات للشركاء المثليين، ومع ذلك فهي شهادات ذات قيمة رمزية فقط. في هونغ كونغ، يمكن للشركاء المثليين من المقيمين الحصول على التأشيرات الزوجية والفوائد الزوجية.
في عام 2011، أُتيحت الفرصة لحكومات الدول الآسيوية لتبدي تأييدها أو معارضتها حول هذا الموضوع خلال التصويت على إعلان الجمعية العامة للأمم المتحدة لحقوق المثليين. أعلنت كل من أرمينيا وجورجيا وقبرص وإسرائيل وكوريا الجنوبية واليابان ومنغوليا ونيبال وتايلاند وتيمور الشرقية عن دعمها للإعلان، وانضمت إليهم فيما بعد كل من فيتنام والفلبين. أما الدول التي أعلنت عن معارضتها للإعلان فكانت كل من إندونيسيا وماليزيا وبروناي وجزر المالديف وكوريا الشمالية وبنغلاديش وباكستان وإيران والعراق والسعودية والكويت وسلطنة عمان واليمن والإمارات العربية المتحدة والبحرين وقطر وسوريا وأفغانستان والأردن وكازاخستان وتركمانستان وطاجيكستان. أما بالنسبة للدول الآسيوية الأخرى فلم تعرب عن تأييدها أو عن معارضتها للإعلان.
تأسس الحزب السياسي الأول للمثليين في العالم، لادلاد، في الفلبين عام 2003.
خلال التحالف بقيادة أفريقية لإزاحة خبير الأمم المتحدة لقضايا المثليين وهو منصب تم إنشائه مؤخراً، أبدت غالبية الدول الآسيوية الإبقاء على دور خبير الأمم المتحدة لقضايا المثليين، فيما أعلنت الدول المسلمة الآسيوية بالإضافة للصين وسنغافورة عن معارضتهم لذلك.
في عام 2019، وجد استطلاع أجرته مجلة ذي إيكونوميست أن 45% من المشاركين في منطقة آسيا والمحيط الهادئ يعتقدون أن زواج المثليين أمر لا مفر منه في المنطقة، في حين عارض 31% من المجيبين ذلك. علاوة على ذلك، أفاد 3/4 الذين شملهم الاستطلاع عن وجود مناخ أكثر انفتاحًا لحقوق المثليين مقارنة بثلاث سنوات مضت. من بين أولئك الذين أبلغوا عن تحسن المناخ بالنسبة للأشخاص المثليين، أشار 38% إلى حدوث تغيير في السياسات أو القوانين. وفي الوقت نفسه، قال 36% أن تغطية قضايا المثليين في وسائل الإعلام الرئيسية كانت عاملا رئيسيا. أهم الأسباب التي تم ذكرها لتناقص الانفتاح كانت الدعاية المناهضة للمثليين من قبل المؤسسات الدينية.

القوانين المتعلقة بالمثلية الجنسية في آسيا
المثلية الجنسية قانونية
زواج المثليين
توفر شكل آخر من أشكال الاعتراف القانوني
مساكنة غير مسجلة
الاعتراف بزواج المثليين المنعقد في الخارج فقط، دون الاعتراف بعقده في الداخل
لا اعتراف
قيود على حرية التعبير
المثلية الجنسية غير قانونية
قانون لايتم تطبيقه، أو قانون غير واضح
عقوبة سجنية
السجن المؤبد
عقوبة الإعدام

## التشريعات حسب الدول أو المناطق

#### آسيا الوسطى
| حقوق المثليين في: | النشاط الجنسي المثلي | الاعتراف القانوني بالعلاقات المثلية | زواج المثليين           | التبني من قبل الأزواج المثليين | يسمح للمثليين والمثليات ومزدوجي التوجه الجنسي بالخدمة علناً في القوات المسلحة | قوانين مكافحة التمييز على أساس التوجه الجنسي | قوانين تتعلق بالهوية الجندرية/التعبير عنها |
| ----------------- | --- | ----------------------------------- | ----------------------- | ------------------------------ | ---------------------------------------------------------------------------- | -------------------------------------------- | ------------------------------------------ |
| أفغانستان         | غير قانوني العقوبة: السجن لمدة طويلة أو عقوبة الإعدام (لا توجد قضايا معروفة لأحكام إعدام صدرت بتهمة النشاط الجنسي المثلي بعد نهاية حكم طالبان) | No                                  | No                      | No                             | No                                                                           | No                                           | No                                         |
| قيرغيزستان        | قانوني منذ عام 1998 | No                                  | حظر دستوري منذ عام 2016 | No                             | No                                                                           | No                                           | [ 20 ] [ 21 ]                              |
| طاجيكستان         | قانوني منذ عام 1998 | No                                  | No                      | No                             | No                                                                           | No                                           | [ 22 ] [ 21 ]                              |
| تركمانستان        | غير قانوني بين الرجال عقوبة: تصل إلى سنتان سجناً بين الإناث دائماً كان قانوني                                                                    | No                                  | No                      | No                             | No                                                                           | No                                           | No                                         |
| أوزبكستان         | غير قانوني بين الرجال العقوبة: تصل إلى 3 سنوات سجناً بين الإناث دائماً كان قانوني                                                                | No                                  | No                      | No                             | No                                                                           | No                                           | No                                         |

#### أوراسيا
| حقوق المثليين في:                                          | النشاط الجنسي المثلي | الاعتراف القانوني بالعلاقات المثلية            | زواج المثليين                                                                             | التبني من قبل الأزواج المثليين | يسمح للمثليين والمثليات ومزدوجي التوجه الجنسي بالخدمة علناً في القوات المسلحة | قوانين مكافحة التمييز على أساس التوجه الجنسي | قوانين تتعلق بالهوية الجندرية/التعبير عنها                    |
| ---------------------------------------------------------- | --- | ---------------------------------------------- | ----------------------------------------------------------------------------------------- | ------------------------------ | ---------------------------------------------------------------------------- | -------------------------------------------- | ------------------------------------------------------------- |
| أبخازيا (إقليم متنازع عليه)                                | قانوني منذ عام 1991 | No                                             | No                                                                                        | No                             |                                                                              | No                                           |                                                               |
| أكروتيري ودكليا (إقليم ماوراء البحار تابع للمملكة المتحدة) | قانوني منذ عام 2000 + وقعت على إعلان الأمم المتحدة. | منذ عام 2005, لأعضاء القوات المسلحة البريطانية | منذ عام 2014, لأعضاء القوات المسلحة البريطانية                                            |                                | المملكة المتحدة مسؤولة عن الدفاع                                             | تحظر بعض أشكال التمييز ضد مجتمع المثليين     |                                                               |
| أرمينيا                                                    | قانوني منذ عام 2003 + وقعت على إعلان الأمم المتحدة. | No                                             | / حظر دستوري منذ عام 2015؛ الاعتراف بكل حالات الزواج التي تم عقدها في الخارج منذ عام 2017 | No                             | [ 31 ]                                                                       | No                                           | No                                                            |
| آرتساخ (إقليم متنازع عليه)                                 | قانوني منذ عام 2000 | No                                             | حظر دستوري منذ عام 2006                                                                   | No                             |                                                                              | No                                           |                                                               |
| أذربيجان                                                   | قانوني منذ عام 2000 | No                                             | No                                                                                        | No                             | No                                                                           | No                                           | No                                                            |
| قبرص                                                       | قانوني منذ عام 1998 + وقعت على إعلان الأمم المتحدة. | المساكنة المدنية منذ عام 2015                  | No                                                                                        | No                             | [ 34 ]                                                                       | تحظر جميع أشكال التمييز ضد مجتمع المثليين    | تحظر التمييز على أساس الهوية الجندرية. تغيير الجنس غير قانوني |
| جورجيا                                                     | قانوني منذ عام 2000 + وقعت على إعلان الأمم المتحدة. | No                                             | حظر دستوري منذ عام 2018                                                                   | No                             |                                                                              | تحظر جميع أشكال التمييز ضد مجتمع المثليين    | يتوجب الجراحة والتعقيم من أجل تغيير الجنس                     |
| كازاخستان                                                  | قانوني منذ عام 1998 | No                                             | No                                                                                        | No                             | No                                                                           | No                                           | [ 39 ]                                                        |
| قبرص الشمالية (إقليم متنازع عليه)                          | قانوني منذ عام 2014 | No                                             | No                                                                                        | No                             | No                                                                           | تحظر جميع أشكال التمييز ضد مجتمع المثليين    |                                                               |
| روسيا                                                      | قانوني بين الذكور منذ عام 1993 كان دوما قانونيا بين الإناث غير قانوني في الشيشان، أين يتم اختطاف وتعذيب المثليين في معسكرات اعتقال بسبب توجههم الجنسي الحقيقي أو المتصور. انظر عمليات التطهير بحق المثليين جنسيا في الشيشان لمزيد من المعلومات. | No                                             | No                                                                                        | No                             | [بحاجة لمصدر]                                                                | No                                           | لا يتطلب الجراحة ولا التعقيم بعد الآن منذ عام 2018            |
| أوسيتيا الجنوبية (إقليم متنازع عليه)                       | قانوني منذ عام 1991 | No                                             | No                                                                                        | No                             |                                                                              | No                                           |                                                               |
| ترانسنيستريا (إقليم متنازع عليه)                           | قانوني منذ عام 2002 | No                                             | No                                                                                        | No                             |                                                                              | No                                           |                                                               |
| تركيا                                                      | قانوني منذ عام 1858 | No                                             | No                                                                                        | No                             | No                                                                           | No                                           | قانوني منذ عام 1988، لكن يلزم التعقيم والجراحة                |

#### غرب آسيا
| حقوق المثليين في:        | النشاط الجنسي المثلي | الاعتراف القانوني بالعلاقات المثلية | زواج المثليين                                                                 | التبني من قبل الأزواج المثليين | يسمح للمثليين والمثليات ومزدوجي التوجه الجنسي بالخدمة علناً في القوات المسلحة | قوانين مكافحة التمييز على أساس التوجه الجنسي | قوانين تتعلق بالهوية الجندرية/التعبير عنها                                                                                                  |
| ------------------------ | --- | ----------------------------------- | ----------------------------------------------------------------------------- | ------------------------------ | ---------------------------------------------------------------------------- | -------------------------------------------- | --- |
| البحرين                  | قانوني منذ عام 1976 | No                                  | No                                                                            | No                             | No                                                                           | No                                           | No |
| إيران                    | غير قانوني: يتم تطبيق الشريعة الإسلامية (عقوبة: السجن، الجلد، الإعدام) | No                                  | No                                                                            | No                             | No                                                                           | No                                           | يتم الاعتراف بالجنس القانوني في إيران إذا ترافق مع جراحة إعادة تحديد الجنس.                                                                 |
| العراق                   | قانوني منذ عام 2003 على الرغم من تجاهل التقنين ومواجهة الاشخاص المثليين للإعدام من قبل الأشخاص والمحاكم الشرعية. | No                                  | No                                                                            | No                             | No                                                                           | No                                           | No |
| إسرائيل                  | قانوني منذ عام 1963 (بحكم الأمر الواقع)، منذ عام 1988 (قانوناً) + وقعت على إعلان الأمم المتحدة. | المساكنة غير المسجلة منذ عام 1994   | / يتم الاعتراف بزواج المثلييين الذي يتم عقده في الخارج وتسجيلها في سجل السكان | منذ عام 2008.                  | منذ عام 1993                                                                 | تحظر جميع أشكال التمييز المعادي للمثليين     | اعتراف كامل بالهوية الجندرية بدون جراحة إعادة تحديد الجنس أو تدخل طبي تكافؤ فرص العمل حيث يحظر قانون الفرص التمييز على أساس الهوية الجندرية |
| الأردن                   | قانوني منذ عام 1951 | No                                  | No                                                                            | No                             | No                                                                           | No                                           | قانوني منذ 2014 |
| الكويت                   | العقوبة: ليست غير قانونية على وجه التحديد، لكن تمت مقاضاتها بموجب قانون "الفجور" مع عقوبة السجن لمدة تصل إلى 6 سنوات | No                                  | No                                                                            | No                             | No                                                                           | No                                           | No |
| لبنان                    | / قضت بعض المحاكم بعدم جواز اعتقال المثليين بموجب المادة 534 من قانون العقوبات اللبناني، الذي يحظر العلاقات الجنسية التي "تتعارض مع قوانين الطبيعة" ، لكن هذا القانون لا يزال يستخدم لاضطهاد مجتمع الميم ولم يتم إسقاطه كليا حتى الآن. | No                                  | No                                                                            | No                             | No                                                                           | No                                           | يسمح بتغيير الجنس القانوني، بعد جراحة إعادة تحديد الجنس                                                                                     |
| سلطنة عمان               | غير قانوني العقوبة: أو السجن لمدة تصل إلى ثلاث سنوات | No                                  | No                                                                            | No                             | No                                                                           | No                                           | No |
| فلسطين                   | الضفة الغربية بين الرجال قانوني منذ عام 1951، كانت دوما قانونية بين النساء قطاع غزة بين الرجال: غير قانوني (العقوبة: السجن لمدة تصل إلى 10 سنوات) بين النساء: قانوني | No                                  | No                                                                            | No                             | No                                                                           | No                                           | No |
| قطر                      | غير قانوني العقوبة: الغرامة أو السجن لمدة 7 سنوات تنطبق عقوبة الإعدام على المسلمين فقط، لممارسة الجنس خارج إطار الزواج بغض النظر عن جنس المشاركين فيه (لا توجد أي حالات لتطبيق عقوبة الإعدام بسبب النشاط الجنسي المثلي | No                                  | No                                                                            | No                             | No                                                                           | No                                           | No |
| السعودية                 | غير قانوني العقوبة: غرامات مالية و الجلد العام والتعذيب العقوبات البدنية والهجمات، الإخصاء الكيميائي، والسجن مدى الحياة، و عقوبة الإعدام. | No                                  | No                                                                            | No                             | No                                                                           | No                                           | No |
| سوريا                    | غير قانوني العقوبة: السجن لمدة تصل إلى 3 سنوات(بحكم القانون) (لا يطبق بحكم الأمر الواقع) | No                                  | No                                                                            | No                             | No                                                                           | No                                           | يسمح للمتحولين جنسياً بتغيير الجنس القانوني                                                                                                  |
| الإمارات العربية المتحدة | غير قانوني بموجب القانون الاتحادي العقوبة: الحبس والغرامات والترحيل، و عقوبة الإعدام، لممارسة الجنس خارج نطاق الزواج بغض النظر عن جنس المشاركين.(لا توجد أي حالات لتطبيق عقوبة الإعدام بسبب النشاط الجنسي المثلي) غير قانوني في إمارة دبي العقوبة: السجن لمدة تصل إلى 14 سنة غير قانوني في إمارة أبو ظبي العقوبة: السجن لمدة تصل إلى 10 سنوات | No                                  | No                                                                            | No                             | No                                                                           | No                                           | [ 62 ] [ 63 ] [ 64 ] |
| اليمن                    | غير قانوني العقوبة: الجلد، السجن وحتى الإعدام | No                                  | No                                                                            | No                             | No                                                                           | No                                           | No |

#### جنوب آسيا
| حقوق المثليين في:                                                        | النشاط الجنسي المثلي | الاعتراف القانوني بالعلاقات المثلية    | زواج المثليين | التبني من قبل الأزواج المثليين | يسمح للمثليين والمثليات ومزدوجي التوجه الجنسي بالخدمة علناً في القوات المسلحة | قوانين مكافحة التمييز على أساس التوجه الجنسي                                                  | قوانين تتعلق بالهوية الجندرية/التعبير عنها                                                                    |
| ------------------------------------------------------------------------ | --- | -------------------------------------- | ------------- | ------------------------------ | ---------------------------------------------------------------------------- | --------------------------------------------------------------------------------------------- | --- |
| بنغلاديش                                                                 | غير قانوني العقوبة: السجن من 10 سنوات إلى السجن مدى الحياة | No                                     | No            | No                             | No                                                                           | No                                                                                            | يوجد خيار ثالث ("مجتمع الهجرة") إلى جانب ذكر وأنثى                                                            |
| بوتان                                                                    | قانوني منذ عام 2021 | (مقترح)                                | (مقترح)       | No                             | No                                                                           | No                                                                                            | No |
| إقليم المحيط الهندي البريطاني (إقليم ماوراء البحار تابع للمملكة المتحدة) | قانوني منذ عام 2000 + وقعت على إعلان الأمم المتحدة. | منذ عام 2005                           | منذ عام 2014  |                                | المملكة المتحدة مسؤولة عن الدفاع                                             |                                                                                               | |
| الهند                                                                    | منذ عام 2018 | (مقترح)                                | (مقترح)       | (مقترح)                        | (مقترح)                                                                      | تحظر بعض أشكال التمييز ضد مجتمع المثليين (يمتد فقط إلى التمييز من الدولة أو الهيئات الحكومية) | يتوفر خيار الجنس الثالث (مجتمع الهجرة) إلى جانب ذكر وأنثى؛ للناس المتحولين جنسيا الحق الدستوري في تغيير الجنس |
| جزر المالديف                                                             | غير قانوني العقوبة: السجن لمدة تصل إلى 8 سنوات مع إمكانية الجلد، الإقامة الجبرية. | No                                     | No            | No                             | No                                                                           | No                                                                                            | No |
| نيبال                                                                    | قانوني منذ 2007 + وقعت على إعلان الأمم المتحدة. | (مقترح من قبل المحكمة العليا عام 2008) | (مقترح)       | (مقترح)                        | Yes                                                                          | يحظر الدستور جميع أشكال التمييز المعادية للمثليين.                                            | تغيير الجنس قانوني منذ 2007.                                                                                  |
| باكستان                                                                  | غير قانوني العقوبة: السجن السجن لمدة سنتين (لا يتم تطبيقها) | No                                     | No            | No                             | No                                                                           | No                                                                                            | الحق في تغيير الجنس؛ لدى المواطنين من المتحولين جنسياً وثنائيي الجنس حماية من جميع أشكال التمييز والمضايقة.    |
| سريلانكا                                                                 | تجرِّم المادة 365أ "الجماع الجسدي ضد أمر الطبيعة" الذي شمل المثليين جنسياً خلال الاستعمار البريطاني ولكنه الآن لا يتم تطبيقه وخامل وفقًا لحكم المحكمة العليا، مع بعض المصادر التي تصف الوضع بأنه قد تم إلغاء التجريم بسبب تصريح الحكومة بأن القانون لا ينطبق على المثليين | No                                     | No            | No                             | No                                                                           | Yes                                                                                           | يمكن للأشخاص المتحولين جنسيا تغيير جنسهم واسمهم القانوني بعد جراحة إعادة تحديد الجنس                          |

#### شرق آسيا
| حقوق المثليين في:                         | النشاط الجنسي المثلي | الاعتراف القانوني بالعلاقات المثلية                                                                                               | زواج المثليين                             | التبني من قبل الأزواج المثليين                                      | يسمح للمثليين والمثليات ومزدوجي التوجه الجنسي بالخدمة علناً في القوات المسلحة | قوانين مكافحة التمييز على أساس التوجه الجنسي                                                             | قوانين تتعلق بالهوية الجندرية/التعبير عنها |
| ----------------------------------------- | --- | --- | ----------------------------------------- | ------------------------------------------------------------------- | ---------------------------------------------------------------------------- | --- | --- |
| الصين                                     | قانوني منذ عام 1997 | "الوصاية القانونية" منذ عام 2017                                                                                                  | No                                        | No                                                                  |                                                                              | No | يسمح للمتحولين جنسياً تغيير الجنس القانوني فقط بعد إجراء جراحة إعادة تحديد الجنس.                                                                        |
| هونغ كونغ (منطقة إدارية خاصة تابعة للصين) | قانوني منذ 1991 | الاعتراف بزواج المثليين الذي تم عقده في الخارج للحصول على مزايا حكومية وفرض ضرائب، والاعتراف المحدود بالشركاء المتعايشين المحليين | No                                        | يسمح للأفراد من مجتمع المثليين بالتبني، لكن لايسمح للشركاء المثليين | الصين مسؤولة عن الدفاع.                                                      | تحظر بعض أشكال التمييز ضد مجتمع المثليين (فقط في التوظيف الحكومي وتوفير السلع والخدمات)                  | يسمح للمتحولين جنسياً تغيير الجنس القانوني بعد الخضوع لجراحة إعادة تحديد الجنس.                                                                          |
| اليابان                                   | قانوني منذ 1880 + وقعت على إعلان الأمم المتحدة.                                                                                            | / (بعض السلطات القضائية تقدم "شهادات شراكة"، ومع ذلك، فهي رمزية بالكامل)                                                          | التقنين مقترح                             | No                                                                  | تسمح قوات الدفاع الذاتي اليابانية للأشخاص المثليين بالتجنيد.                 | / لا يوجد أشكال حماية قانونية على المستوى الوطني، ولكن تحظر بعض المدن بعض أشكال التمييز المناهض للمثليين | يسمح للمتحولين جنسياً تغيير الجنس القانوني بعد الخضوع لجراحة إعادة تحديد الجنس والتعقيم وفي الحالة التي ليس فيها للمتحول الجنسي طفل تحت سن 20 عشرين عاماً |
| ماكاو (منطقة إدارية خاصة تابعة للصين)     | قانوني منذ عام 1996 | No | No                                        | No                                                                  | الصين مسؤولة عن الدفاع.                                                      | تحظر بعض التمييز المناهض للمثليين                                                                        | |
| منغوليا                                   | قانوني منذ 1993 + وقعت على إعلان الأمم المتحدة.                                                                                            | No | حظر دستوري على زواج المثليين منذ عام 1992 | No                                                                  | Yes                                                                          | تحظر بعض التمييز المناهض للمثليين                                                                        | Yes |
| كوريا الشمالية                            | / (لا توجد قوانين ضد المثلية الجنسية نفسها ولكن يمكن أن يعاقب عليها بموجب المادتين 193 و 262 من قوانين الحشمة والفحش، العقوبة: غير معروفة) | No | No                                        | No                                                                  | No                                                                           | No | No |
| كوريا الجنوبية                            | كان دوما قانونيا + وقعت على إعلان الأمم المتحدة.                                                                                           | No | No                                        | No                                                                  | No                                                                           | / تختلف الحماية من التمييز حسب الاختصاص في بعض المناطق، بما في ذلك سيول                                  | يسمح للمتحولين جنسياً تغيير الجنس القانوني |
| تايوان                                    | كان دوما قانونيا | [ 72 ] | قانوني منذ عام 2019                       | / تبني أحد الشريكين للطفل البيولوجي للشريك الآخر                    | Yes                                                                          | يحظر الدستور جميع التمييز المناهض للمثليين                                                               | يسمح للمتحولين جنسياً تغيير الجنس القانوني |

#### جنوب شرق آسيا
| حقوق المثليين في: | النشاط الجنسي المثلي | الاعتراف القانوني بالعلاقات المثلية | زواج المثليين                                                                                             | التبني من قبل الأزواج المثليين                                       | يسمح للمثليين والمثليات ومزدوجي التوجه الجنسي بالخدمة علناً في القوات المسلحة | قوانين مكافحة التمييز على أساس التوجه الجنسي                                                | قوانين تتعلق بالهوية الجندرية/التعبير عنها |
| ----------------- | --- | ----------------------------------- | --- | -------------------------------------------------------------------- | ---------------------------------------------------------------------------- | ------------------------------------------------------------------------------------------- | --- |
| بروناي            | (العقوبة: عقوبة: عقوبة الإعدام (في حالة وقف، ولا يتم تطبيقه) السجن أو 100 جلدة للرجال، السجن أو الضرب بالعصا للنساء)               | No                                  | No | No                                                                   | No                                                                           | No                                                                                          | No |
| كمبوديا           | كان دوما قانوني | / يعترف بالشراكات في بعض المدن      | حظر دستوري منذ عام 1993، بالرغم من وجود حالة واحدة مسجلة قانونياً على الأقل لحالة لزواج المثليين معترف به. | / محظور رسميًا، لكن توجد عدة حالات لتبني المثليين للأطفال             |                                                                              | No                                                                                          | No |
| تيمور الشرقية     | قانوني منذ عام 1975 + وقعت على إعلان الأمم المتحدة.                                                                                | No                                  | No | No                                                                   |                                                                              | تحظر جرائم الكراهية على أساس التوجه الجنسي                                                  | |
| إندونيسيا         | قانوني في جميع البلاد، على الرغم من أن المثليين يتم اعتقالهم في بعض الأحيان بموجب قانون الإباحية الإندونيسي، باستثناء: إقليم آتشيه | No                                  | No | No                                                                   | [ 79 ]                                                                       | No                                                                                          | يسمح للأفراد المتحولين جنسياً بتغيير جنسهم بعد إجراء جراحة إعادة تحديد الجنس.                                                                               |
| لاوس              | كان دوما قانوني | No                                  | No | No                                                                   |                                                                              | No                                                                                          | |
| ماليزيا           | 20 عامًا مع أو بدون غرامات والإخصاء الكيميائي والترحيل والجلد. قد يتم توجيه الاتهام للمواطنين المسلمين في المحاكم الإسلامية         | No                                  | No | No                                                                   | No                                                                           | No                                                                                          | No |
| ميانمار (بورما)   | غير قانوني العقوبة: تصل إلى السجن مدى الحياة (لا يتم تطبيقه)                                                                       | No                                  | No | No                                                                   | No                                                                           | No                                                                                          | No |
| الفلبين           | كان دوما قانوني | (في الانتظار)                       | No | يسمح للأفراد من مجتمع المثليين بالتبني، لكن لايسمح للشركاء المثليين. | منذ عام 2009                                                                 | / لدى سيبو كيزون، دافاو ألباي قوانين مناهضة للتمييز (مشروع قانون قيد الانتظار لكامل البلاد) | (في الانتظار) |
| سنغافورة          | غير قانوني بين الذكور العقوبة: السجن لمدة تصل إلى سنتان (لا يتم تطبيقه، إلغاء التجريم في الانتظار) بين الإناث قانوني منذ عام 2007  | No                                  | No | No                                                                   | / وظائف محدودة ومع قيود                                                      | No                                                                                          | يسمح للمتحولين جنسياً تغيير الجنس القانوني بعد الخضوع لجراحة إعادة تحديد للجنس.                                                                             |
| تايلاند           | قانوني منذ عام 1956 + وقعت على إعلان الأمم المتحدة.                                                                                | (في الانتظار)                       | مقترح | No                                                                   | منذ عام 2005                                                                 | تحظر جميع أشكال التمييز المعادي للمثليين.                                                   | مشروع القانون في الانتظار للسماح للأشخاص للمتحولين جنسياً تغيير جنسهم القانوني بعد الخضوع لجراحة إعادة تحديد الجنس. الحماية ضد التمييز عن التعبير عن الجنس. |
| فيتنام            | كان دوما قانوني + وقعت على إعلان الأمم المتحدة.                                                                                    | No                                  | No | No                                                                   | Yes                                                                          | No                                                                                          | (في الانتظار) |